# Morávka
La Morávka est une rivière de la République tchèque longue de 29,6 km. Elle est un affluent de l'Ostravice et donc un sous-affluent de l'Oder.